# مجلس ألبرتا لتحسين النسل
يُعتبر مجلس ألبرتا لتحسين النسل بمثابة محاولة كندية لفرض التعقيم على جزء من سكان ألبرتا ذوي الإعاقة.

## الأصل
اعتمدت حكومة ألبرتا (مقاطعة في كندا) تشريعاً لتحسين النسل في عام 1928، إذ يتيح هذا التشريع التعقيم الإجباري للأفراد المصنّفين بصفتهم متخلّفين عقلياً (أي المصابين بإعاقة في النمو أو باضطراب نفسي). يشترط التشريع موافقة المريض أو ولي أمره أو أقرب أقربائه. أُنشئ مجلس ألبرتا لتحسين النسل بهدف تنفيذ قانون التعقيم الجنسي، إذ كان المجلس مؤلفاً من أربعة أعضاء مهمّتهم توصية الأفراد بالتعقيم. عُدّل القانون في عام 1937 ليُشّرع التعقيم دون الحاجة إلى الموافقة. أُلغي القانون وحُلّ المجلس في عام 1972. وافق المجلس خلال سنوات عمله الثلاثة والأربعين على ما يقارب 5000 حالة، إذ أُجريت 2832 عملية تعقيم. خضعت إجراءات المجلس للمراقبة العامة في عام 1955، بعد انتهاء قضية ليلاني موير المتعلّقة بالتعقيم غير المشروع ضد حكومة ألبرتا لصالحها.

## تحسين النسل: الابن سر أبيه
أدرك علماء الوراثة مبادئ الوراثة المندلية جيّداً في عام 1928، إلا أن دعاة حركة تحسين النسل اختاروا التمسّك بمقولة لا أساس لها من الصحّة «الابن سر أبيه». اعتقدوا بأن المنحطّين اجتماعياً سيورّثون وينقلون سماتهم «غير المرغوب فيها» إلى ذرّيتهم، على الرغم من أنهم كانوا يعلمون بأن الاختلالات المتنحّية غير وراثية وأن نسبة خطر توريث الاختلالات السائدة لم تتجاوز 50%. لا يولد أطفال الآباء المختلّين عقلياً باضطراب نفسي دائماً. تتأثر الأنماط الظاهرية للاضطرابات النفسية بالتفاعلات البيئية مثل الحصبة الألمانية، إذ أنها غالباً ما تكون مستقلّة عن المجموع المورثي للفرد.

## السياق التاريخي
كانت مقاطعة ألبرتا المقاطعة الأولى في الإمبراطورية البريطانية التي تتبنى قانون التعقيم، إذ كانت أيضاً المقاطعة الكندية الوحيدة التي طبّقته بصرامة. طُرحت فكرة تحسين النسل على نطاق واسع في الولايات المتحدّة حينها، فتأثّرت كولومبيا البريطانية وألبرتا بالتوجّهات الأمريكية. تناولت المناقشات المبكّرة لمشروع قانون التعقيم الجنسي في ألبرتا العديد من الإشارات إلى التشريعات الأمريكية. ظهرت حركة تحسين النسل واكتسبت دعماً من الرعاة ذوي النفوذ نظراً لامتلاء كندا بالسكّان المهاجرين. شملت قائمة الرعاة ذوي النفوذ أسماءً مثل ج. س. وودزورث وإميلي ميرفي وهيلين ماكمشيرشي ولويز ماكيني وإيرين بارلبي ونيللي ليتيتيا مكلونج وروبرت تشارلز والاس. أبدى مؤيّدو حركة تحسين النسل في ألبرتا نواياهم التي بدت إيجابية لتحسين الجينات والمجتمع ككل.
أنشئ الدكتور كلارينس هينكس اللجنة الوطنية الكندية للسلامة العقلية (CNCMH) في عام 1918، إذ كان هدفها >>مكافحة الجريمة والدعارة والبطالة<< إذ اعتبرتهم اللجنة شديدي الارتباط بالعقلية البلهاء. تعاونت اللجنة الوطنية الكندية للسلامة العقلية ومؤسسها الدكتور كلارينس هينكس مع الدكتور تشارلز كيرك كلارك في مشروع لإجراء دراسات استقصائية إقليمية في مؤسسات الأمراض العقلية في عام 1919، إذ قدّموا توصياتهم لاحقاً للحكومة الإقليمية. عزت اللجنة عدم الكفاءة الاجتماعية والفساد إلى القصور العقلي، لذا أوصت بالتعقيم كتدبير وقائي بعد زيارتها لعدّة مؤسسات ونشرها لنتائج الدراسات الاستقصائية في عام 1921. أدّعت اللجنة بأنها وجدت «دليلاً علمياً» للعلاقة التي تربط بين العقلية البلهاء والقضايا الاجتماعية.
دُعيت حكومة البرتا إلى صياغة وتنفيذ مشروعٍ لفصل البالغين ذوي العقلية البلهاء، وذلك خلال مؤتمر حزب اتحاد مزارعي ألبرتا (UFA) في عام 1922 بعد ظهور نتائج الدراسات الاستقصائية. إذ طُلب من الحكومة التحقيق في جدوى تنفيذ برنامج تعقيم في ألبرتا أيضاً. أكّد وزير الصحة حينها ريتشارد غافين ريد تأييد الحكومة الإقليمية لبرنامج التعقيم، وأضاف بأن الحكومة بانتظار الرأي العام للحاق بالركب.
ناضلت منظّمة اتحاد النساء المزارعات في ألبرتا من أجل تطبيق قوانين التعقيم، إذ استغلّ الأعضاء صلاتهم بحكومة حزب اتحاد مزارعي ألبرتا لإقرار التشريع. أعلنت رئيسة المنظّمة مارغريت غان في إحدى الحملات في عام 1924 بأن «الديمقراطية ليست مقدّرة للمنحطّين». اعتقد أنصار حركة تحسين النسل بأن الأسر ذات النسل «المعيب» عبء مالي على المقاطعة وخصوصاً في أوقات الشدائد الاقتصادية، إذ استخدم الأنصار هذا الاعتقاد كأساس منطقي لآرائهم.
قدّم وزير الزراعة والصحّة جورج هودلي مشروع قانون للتعقيم الجنسي لحكومة حزب اتحاد مزارعي ألبرتا برئاسة جون إدوارد براونلي في 25 مارس من عام 1927. واجه مشروع القانون هذا معارضةً شديدةً من قبل حزب المحافظين والليبراليين في القراءة الأولية فلم يجتز مرحلة القراءة الثانية. توعّد هودلي بإعادة تقديم مشروع القانون في العام التالي، فأُقرّ المشروع في 23 فبراير من عام 1928. قدّم نائب الحاكم الموافقة الملكية على قانون التعقيم الجنسي في 21 مارس من عام 1928. نظراً لتطبيقه في ظل حكومة حزب اتحاد مزارعي ألبرتا، تمكّن القانون من الاستمرار في ظل حكومات حزب الائتمان الاجتماعي في ألبرتا في عهد كل من وليام أبارهارت وإرنست مانينغ وفي السنة الأولى للحكومة المحافظة. حلّت حكومة بيتر لوغيد المحافظة التقدمية مجلس ألبرتا لتحسين النسل بعد تولّيها السلطة، وألغت قانون التعقيم الجنسي في عام 1972.

## هيكل المجلس
أُنشئ مجلس ألبرتا لتحسين النسل بهدف إدارة برنامج تحسين النسل في المقاطعة. يشترط قانون التعقيم الجنسي أن يقرر مجلس مكوّن من أربعة أشخاص فيما إذا كان التعقيم مناسباً لكل فرد على حدة. يمنح القانون المجلس سلطةً لمراجعة حالات المرضى في المؤسسات العقلية أو خارجها قبل إصدار الحكم بتعقيمهم إن لزم الأمر. يستلزم إصدار هذا الحكم قراراً بالإجماع، إضافة إلى موافقة المريض أو وأحد والديه أو الوصي عليه قبل الشروع في إجراءات العمليات الجراحية. وضع القانون بعض المتطلّبات المشروطة على أعضاء المجلس، إذ يُشترط تواجد ممارسيَن طبيين مرشّحَين من قبل مجلس الشيوخ في جامعة ألبرتا ومجلس نقابة الأطباء. أما بالنسبة للعضوين الآخرين غير الطبيين، يُشترط تعيينهما من قبل نائب الحاكم في المجلس في حال تمتّعهما بسمعة محترمة.

## الجدل حول المجلس
أُجريت معظم أنشطة مجلس ألبرتا لتحسين النسل بشكل سرّي وفي منأى عن أنظار الرأي العام والتدقيق التشريعي. مارس المجلس أنشطة غير مشروعة بموجب القانون، وذلك بسبب سرّيته وانعدام شفافيته وتعاونه مع الحكومة الإقليمية والمؤسسات الرافدة لها. وافق المجلس على 99% من الحالات المقدّمة له، مما يدعو إلى التشكيك في شرعيته وإلى التحقيق في إجراءاته. وافق المجلس على بعض الحالات التي امتلك أصحابها معدلات ذكاء أعلى من المعيار المحدد. وفي بعض الأحيان، أجرى الجرّاحون عملياتهم دون موافقة المجلس حتّى. إضافة إلى ذلك، طُبّقت إجراءات التعقيم على الأفراد الذي كانوا يعانون سلفاً من العقم. ومن أبرز هذه الحالات، إجراء عملية لاستئصال خزعة نسيجية من الخصية لمجموعة مكوّنة من 15 صبياً مصاباً بمتلازمة داون لغرض البحث الطبي.

## النهاية
تولّى حزب المحافظين التقدّمي بقيادة بيتر لوغيد مقاليد السلطة في عام 1971. وبعد مرور عام على تسلّمه السلطة، أصدرت الحكومة قانون الحقوق في ألبرتا لتلحقه بإلغاء قانون التعقيم الجنسي وحلّ مجلس ألبرتا لتحسين النسل بعد فترة وجيزة. استشهدت الحكومة بثلاثة أسباب لقرارها هذا:
1. في المقام الأول، ينتهك هذا القانون حقوق الإنسان الأساسية.
2. استناد المجلس إلى نظريات مشكوك في صحّتها العلمية في الطب وعلم الوراثة.
3. الغموض القانوني المحيط بالمجلس، وخصوصاً فيما يتعلّق بإعفاء الجراحين من المسؤولية المدنية.

في منتصف تسعينيات القرن الماضي، رفعت ليلاني موير دعوى قضائية ضد حكومة ألبرتا بسبب تعقيمها بشكل غير مشروع في عام 1959. استمرّت القضية في محكمة كاملة في عام 1995 وفازت موير بالقضية في عام 1996، وحصلت على ما يقارب مليون دولار كندي لتغطية الأضرار والتكاليف القانونية. قدّم أكثر من 850 ضحية دعاوى قضائية ضد حكومة ألبرتا بعد محاكمة موير، سُوّيت معظم هذه القضايا دون اللجوء إلى المحكمة ومُنحت تعويضات بقيمة 142 مليون دولار كندي.